# كاستيلفوليت ديل بويتش
بلدية كاستيلفوليت ديل بوش (بالكاتالانية: Castellfollit del Boix) هي إحدى بلديات مقاطعة برشلونة، والتي تقع في منطقة كاتالونيا، شرق إسبانيا.
يبلغ عدد سكانها 418 نسمة وفقاً لإحصائية سنة (2007).